# Pathologie moléculaire
La pathologie moléculaire est l'étude du rôle des biomolécules dans la genèse des maladies humaines. Ce champ scientifique et clinique est donc proche de biologie moléculaire et de la pathologie humaine et vétérinaire.